# Mark Ella
Mark Gordon Ella (Sydney, 5 giugno 1959) è un ex rugbista a 15 e allenatore di rugby a 15 australiano.

## Biografia
Considerato uno dei giocatori di maggior talento del rugby australiano, Mark è il più dotato dei tre fratelli Ella (gli altri sono Glen e Gary, che hanno anche collezionato rispettivamente 4 e 6 presenze in nazionale durante gli anni ottanta).
Mark Ella debuttò in nazionale giocando a Sydney contro la Nuova Zelanda, il 21 giugno 1980.
In quella partita, terminata 13-9 a favore degli Wallabies, segnò un drop.
Nel 1982, in occasione della gara contro gli All Blacks, ottenne la fascia di capitano.
Si ritirò inaspettatamente a 25 anni, con grande stupore del mondo sportivo, dopo il grande slam nel tour 1984 nelle isole britanniche; anni dopo, riguardo tale prematura decisione, affermò di averla già meditata da tempo perché all'epoca il rugby era dilettantistico e lui aveva altri interessi professionali; inoltre aggiunse ironicamente che, essendosi ritirato al massimo della sua carriera, la gente lo considera, anni dopo, un giocatore migliore di quando smise l'attività.
Nel 1997 fu ammesso nella International Rugby Hall of Fame.